# Kanadische Badmintonmeisterschaft 2001
Die Kanadische Badmintonmeisterschaft 2001 fand vom 2. bis zum 5. Mai 2001 in Winnipeg statt.

## Finalresultate
| Disziplin    | Sieger                       | Finalist                      | Ergebnis         |
| ------------ | ---------------------------- | ----------------------------- | ---------------- |
| Herreneinzel | Andrew Dabeka                | Brian Abra                    | 15-7, 15-7       |
| Dameneinzel  | Denyse Julien                | Kara Solmundson               | 1-11, 11-2, 11-1 |
| Herrendoppel | Bryan Moody Brent Olynyk     | William Milroy Keith Chan     | 15-7, 15-7       |
| Damendoppel  | Amélie Felx Robbyn Hermitage | Milaine Cloutier Helen Nichol | 15-9, 15-4       |
| Mixed        | Bryan Moody Milaine Cloutier | Brent Olynyk Tammy Sun        | 15-12, 15-7      |